# Achot Cécéla
Achot Cécéla (Achot le Bel ; mort en 867) est un noble géorgien du IXe siècle.

## Biographie
Achot Bagration est le second fils d'Adarnassé, prince d'Artanoudji (aujourd'hui Ardanuç, en Turquie). Il n'est mentionné que par la Chronique géorgienne du XVIIIe siècle, rédigée par le prince Vakhoucht Bagration. Il mentionne dans ses travaux cet Achot et ses deux frères, Soumbat et Gourgen, comme les fils d'Adarnassé, fils d'Achot Ier.
Il est mort probablement avant son père car il ne lui succède pas en 867.
- Cyrille Toumanoff, Les dynasties de la Caucasie chrétienne de l'Antiquité jusqu'au XIXe siècle : Tables généalogiques et chronologiques, Rome, 1990, p. 129-130.